# Трям! Здраствуйте!
«Трям! Здраствуйте!» (рос. Трям! Здравствуйте!) — радянський мальований мультиплікаційний фільм за однойменною казкою Сергія Козлова, про те, як Ведмедик подарував друзям Їжачку та Зайцю казкову країну Тілімілітрямдію. Знятий режисером Юрієм Бутиріним у ТО «Екран» у 1980 році.
У фільмі звучить пісня «Хмари» на слова Сергія Козлова та музику Володимира Шаїнського (початок приспіву: «Хмари — білогриві конячки…»).

## Сюжет
Головні герої мультфільму — Ведмедик, Їжачок та Заєць.
У Зайця сьогодні день народження, і Їжачок збирає йому у подарунок ромашки. У цей час Ведмедик розповідає Їжачку про казкову країну Тілімілітрямдії, яку він цілу ніч вигадував. У цій країні всі говорять один одному «Трям!», що перекладається як «Здрастуйте!».
Зірвані ромашки забирають Ведмедика і Їжачка в небо, де вони ходять і стрибають по хмарах. Раптом Їжачка і Ведмедика з землі гукає Заєць, який шукав їх цілий день. Ведмедик, що до цього говорив, що товаришує тільки з Їжачком, бере в останнього одну ромашку і стрибає з нею, як з парашутом, з хмари. Але в польоті біля ромашки облітають усі пелюстки, і Ведмедик починає падати на землю. Заєць, що піднімається вгору на кульбабах, ловить його, але випускає кульбаби, і вони з Ведмедиком продовжують падати вже разом. Тоді Їжачок, осідлавши хмару, встигає зловити їх обох, і вони всі дружно на хмарах, що перетворилися на казкових коней, відлітають у бік заходу сонця. По дорозі втрачають одну ромашку, але Ведмедик повертається за нею.

## Творці
- Автор сценарію — Сергій Козлов
- Режисер — Юрій Бутирін
- Художник-постановник — Тетяна Абалакіна
- Композитор — Володимир Шаїнський
- Оператор — Володимир Мілованов
- Звукооператор — Віталій Азаровський
- Ролі озвучували — Клара Рум'янова, Георгій Бурков, Маргарита Корабельникова
- Художники-мультиплікатори — Юрій Бутирін, Володимир Спорихін, Борис Тузанович, Н. Базельцева, Ігор Самохін
- Художники — Жанна Корякіна, Т. Кузьміна, Т. Великород, Олександр Січкар, Олександр Брежнєв, Т. Степанова, Н. Дмитрієва
- Монтажер — Любов Георгієва
- Редактор — Є. Ходіна
- Директор — Л. Варенцова

## Міні-серіал
За словами Юрія Бутиріна, йому хотілося знімати дитячі мультфільми. Йому підходили на тему короткі дитячі казки Сергія Козлова з їхніми наскрізними персонажами. Бутирін планував зняти безліч епізодів, але після перших трьох («Трям! Здрастуйте!», «Зимова казка» та «Осінні кораблі») вдалося зняти лише останню стрічку «Дивовижна бочка», після чого Козлов, з якоїсь причини, охолодів до ідеї Бутиріна. У результаті вийшов міні-серіал, в якому кожна серія відповідала якійсь порі року.